# Antonio Scandelli
Antonio Scandelli (Antonius Scandellus, Antonio Scandello) (ur. 17 stycznia 1517 w Bergamo, zm. 18 stycznia 1580 w Dreźnie) – włoski kompozytor tworzący w Dreźnie. 

## Życiorys
Pochodził z rodziny muzyków. Jego ojciec Hieronimus i brat Angelo byli trębaczami w Bergamo. Od 1530 Antonio również był miejskim trębaczem. W 1541 był puzonistą kapeli Bazyliki Santa Maria Maggiore w Bergamo. W 1547 przebywał w Trydencie. W 1549 został zaangażowany do kapeli dworskiej elektora Saksonii w Dreźnie. W 1566 pełnił tam funkcję drugiego kapelmistrza, a w 1568 został kapelmistrzem, następcą Mattheusa Le Maistrego, co uczyniło go najważniejszym muzykiem w Niemczech w drugiej połowie XVI wieku.
Jako kompozytor łączył elementy włoskiego renesansu z niemieckimi tradycjami muzycznymi. Cenne są jego zbiory religijnych pieśni do tekstów niemieckich. Ponadto pisał msze, motety, magnifikaty, pasje i włoskie villanelle.

## Wybrane kompozycje
- Canzoni neapolitane (2 księgi, Norymberga 1566, Monachium 1577)
- Newe teutsche Liedlein (Norymberga 1568)
- Newe und lustige weltliche deutsche Liedlein (Drezno 1570)
- Newe schone ausserlesene geistliche deutsche Lieder (Drezno 1575)